# Bhil
Bhil (Bil, Bhilla) är en av de största folkgrupperna i Indien. Bhil är ett etniskt stamfolk som tillhör Indiens urbefolkning. Bhil är spridda i bergstrakterna i flera delstater, från Ajmer i centrala Rajasthan i norr, till Thane i västra Maharashtra i söder, till Indore i västra Madhya Pradesh i öster, till Surat i sydöstra Gujarat i väster. 
Det mest talade språket hos bhilerna är bhili, som är ett indoariskt språk. Sin ursprungliga etniska religion har de nästan helt övergivit och de har mestadels anslutit sig till hinduismen.